# Хедър Лонг
Хедър Лонг (на английски: Heather Long) е плодовита американска писателка на произведения в жанра съвременен, военен, паранормален, исторически и еротичен любовен роман.

## Биография и творчество
Хедър Лонг е родена през 1979 г. в Калифорния, САЩ. Като дете чете много романтична литература от автори като Пени Джордан и Нора Робъртс.
Учи психология и получава бакалавърска степен от Университета на Флорида в Талахаси. След дипломирането си в продължение на 8 години пише съвети като колумнист и блогър, и чете лекции. Едновременно с това учи творческо писане и маркетинг.
Първият ѝ роман „Marshal of Hel Dorado“ от поредицата „Сърдечна треска“ е публикуван през 2011 г. Книгата ѝ е успешна и тя преследва писателската си кариера.
През 2012 г. завършва магистърска степен по бизнес адмистрация.
Хедър Лонг е омъжена за писателя Итън Лонг и живее със семейството си в Орландо, Флорида, и в Тексас.

## Произведения

### Самостоятелни романи
- Haunt Me (2014)
- Shaken (2014)

### Серия „Сърдечна треска“ (Fevered Hearts)
1. Marshal of Hel Dorado (2011)
2. Brave Are the Lonely (2012)
3. Micah & Mrs Miller (2012)
4. A Fistful of Dreams (2013)
5. Raising Kane (2013)
6. Wanted: Fevered or Alive (2014)
7. The Quick and the Fevered (2015)
8. Wild and Fevered (2014)

### Серия „Забранено наследство“ (Forbidden Legacy)
1. Cassandra's Dilemma (2012)
2. Jacob's Trial (2012)
3. Hels's Gauntlet (2012)

### Серия „Винаги моряк“ (Always a Marine)
1. Once Her Man, Always Her Man (2012)
2. Retreat Hell! She Just Got Here (2012)
3. Tell It to the Marine (2012)
Кажи го на пехотинеца, фен-превод
4. Proud to Serve Her (2012)
5. Her Marine (2012)
6. No Regrets, No Surrender (2012)
7. Merry Christmas Marine, Semper Fi, & Good Night (2012)
8. The Marine Cowboy (2012)
9. The Two and the Proud (2013)
10. A Marine and a Gentleman (2013)
11. Whiskey Tango Foxtrot (2013)
12. Combat Barbie (2013)
13. What Part of Marine Don't You Understand? (2013)
14. A Marine Affair (2013)
15. Marine Ever After (2013)
16. Marine in the Wind (2013)
17. Marine with Benefits (2013)
18. A Marine of Plenty (2013)
19. A Candle for a Marine (2013)
20. Marine Under the Mistletoe (2013)
21. Have Yourself a Marine Christmas (2013)
22. Her Marine Bodyguard (2014)

### Серия „Чанс Монро“ (Chance Monroe)
1. Earth Witches Aren't Easy (2013)
2. Plan Witch From Out Of Town (2015)
3. Bad Witch Rising (2015)

### Серия „Соулгърлс“ (Soulgirls)
1. Into the Spotlight (2013)
2. Taking the Stage (2013)
3. Waiting in the Wings (2013)
4. Playing Against Type (2014)
5. Behind the Curtain (2014)

### Серия „Кралски роли“ (Going Royal)
1. Some Like It Royal (2014)
2. Some Like It Scandalous (2014)
3. Some Like It Deadly (2014)
4. Some Like it Secret (2014)
5. Some Like it Easy (2015)

### Серия „Вълците от Уилоу Бенд“ (Wolves of Willow Bend)
1. Wolf Bite (2014)
2. Caged Wolf (2014)
3. Wolf Claim (2014)
4. Rogue Wolf (2015)
5. Bayou Wolf (2015)
6. Untamed Wolf (2015)
7. River Wolf (2015)
8. Desert Wolf (2015)
9. What a Wolf Wants (2015)

- Wolf at Law (2014) – предистория
- Wolf Next Door (2015)
- Wolf with Benefits (2015)
- Single Wicked Wolf (2015)

### Детска литература

#### Серия „Макс и Мило“ (Max and Milo) – сИтън Лонг
1. Max and Milo: Go to Sleep! (2013)
2. Max & Milo: The Mixed-Up Message (2013)